# Ніколас Габріель Санчес
Ніколас Габріель Санчес (ісп. Nicolás Gabriel Sánchez, нар. 4 лютого 1986, Буенос-Айрес) — аргентинський футболіст, захисник клубу «Монтеррей».

## Ігрова кар'єра
Народився 4 лютого 1986 року в місті Буенос-Айрес. Вихованець юнацьких команд футбольних клубів «Бока Хуніорс» та «Нуева Чикаго». У дорослому футболі дебютував 2003 року виступами за команду клубу «Нуева Чикаго», в якій провів чотири сезони, взявши участь у 98 матчах чемпіонату. Більшість часу, проведеного у складі «Нуева Чикаго», був основним гравцем захисту команди.
Своєю грою за цю команду привернув увагу представників тренерського штабу клубу «Рівер Плейт», до складу якого приєднався 2007 року. Відіграв за команду з Буенос-Айреса наступні три сезони своєї ігрової кар'єри. За цей час виборов титул чемпіона Аргентини у 2008 році.
2010 року уклав контракт з клубом «Годой-Крус», у складі якого провів наступні чотири роки своєї кар'єри гравця. Граючи у складі «Годой-Круса» також здебільшого виходив на поле в основному складі команди.
З 1 липня 2014 року три сезони захищав кольори команди клубу «Расинг» (Авельянеда) і у першому ж сезоні виграв друге у своїй кар'єрі чемпіонство Аргентини.
До складу клубу «Монтеррей» приєднався 2017 року. З командою став переможцем Ліги чемпіонів КОНКАКАФ у 2019 році, при цьому незважаючи на те, що є захисником, Ніколас забив по голу в кожному фінальному матчі (1:0, 1:1) і допоміг своїй команді здобути трофей, за що був названий найкращим гравцем турніру і включений до символічної збірної Ліги чемпіонів. Станом на 14 грудня 2019 року відіграв за команду з Монтеррея 99 матчів в національному чемпіонаті.

## Титули і досягнення
- Чемпіон Аргентини (2):

«Рівер Плейт»: Клаусура 2008
«Расинг» (Авельянеда): 2014
- Переможець Ліги чемпіонів КОНКАКАФ (1):

«Монтеррей»: 2019

### Індивідуальні
- Найкращий гравець Ліги чемпіонів КОНКАКАФ (1): 2019[1]
- У символічній збірній Ліги чемпіонів КОНКАКАФ (1): 2019[2]